# Punta Superior del Tapou
La Punta Superior del Tapou és un cim de 3.136 m d'altitud, amb una prominència de 15 m, que es troba a la cresta del nord del Grand Tapou, al massís del Vinyamala, entre la província d'Osca (Aragó) i el departament dels Alts Pirineus (França).